# Bonehouse
Bonehouse war eine deutsche Hardcore-Punk- und Metal-Band aus Kiel.

## Geschichte
Am 10. September 1993 traten Bonehouse, zunächst aus vier Mitgliedern bestehend, in der Hansastraße 48 in Kiel zum ersten Mal auf. Schnell erlangte die Band ob ihrer Live-Qualitäten überregionale Bekanntheit und tourte fortan auch im Ausland. Die Szene-Magazine berichteten regelmäßig über die Band und ihre Veröffentlichungen. 2006 gaben Bonehouse ihre endgültige Auflösung bekannt und traten mit Christian Bahr (Wallcrawler, Armstrong) als Ersatzschlagzeuger am 30. September desselben Jahres noch einmal in der ausverkauften Kieler Pumpe auf.

## Diskografie

### Demos
- 1994: No Fear

### Alben
- 1996: Symmetry of Decadence (MCD)
- 1997: Dogbite (CD/LP, Earth AD)
- 1999: Steamroller (LP/CD, Earth AD)
- 2000: Bastards Will Bite Tape (INTO THE WARZONE)
- 2000: Spreading the Harbour Reality (7”, Eigenproduktion)
- 2000: Your Rules Are Not Our Law (10”, Offenzline Productions)
- 2001: Onward to Mayhem (CD: Earth A.D.-Records, Vinyl-Version 2002 auf MASS PRODUCTION)
- 2002: Wankers (7”, Offenzline)
- 2003: Knochenpogo LP (Klartext Records / Filetstueckproduktionen)
- 2004: The Fuse Is Lit (CD: Earth A.D.-Records, LP: Höhnie Records)

### Sampler
- 2001: CD/LP Motörmorphösis A Tribute To Motörhead Part 1 (Remedy Records)
- 2003: CD/LP The Decline of Kiel’s Civilization (Filetstückproduktionen)
- 2003: CD/LP Hangover Heartattack – A Tribute To Poison Idea (Farewell Records)
- 2004: CD Krach Bum Bäng Zack Döner – Ein Tribut an Trio (Döner Diskothek)[5]
- 2011: LP Buschmesser, Äxte, alles (Rotten Sprotten Records)

### Split-Veröffentlichungen
- 1999: Smoke Blow vs. Bonehouse (mit Smoke Blow, 7”, limitiert, in verschiedenen Farben)
- 2000: Your Rules Are Not Our Law (mit den Fyredogs, Offenz Line Productions)